# Auritz

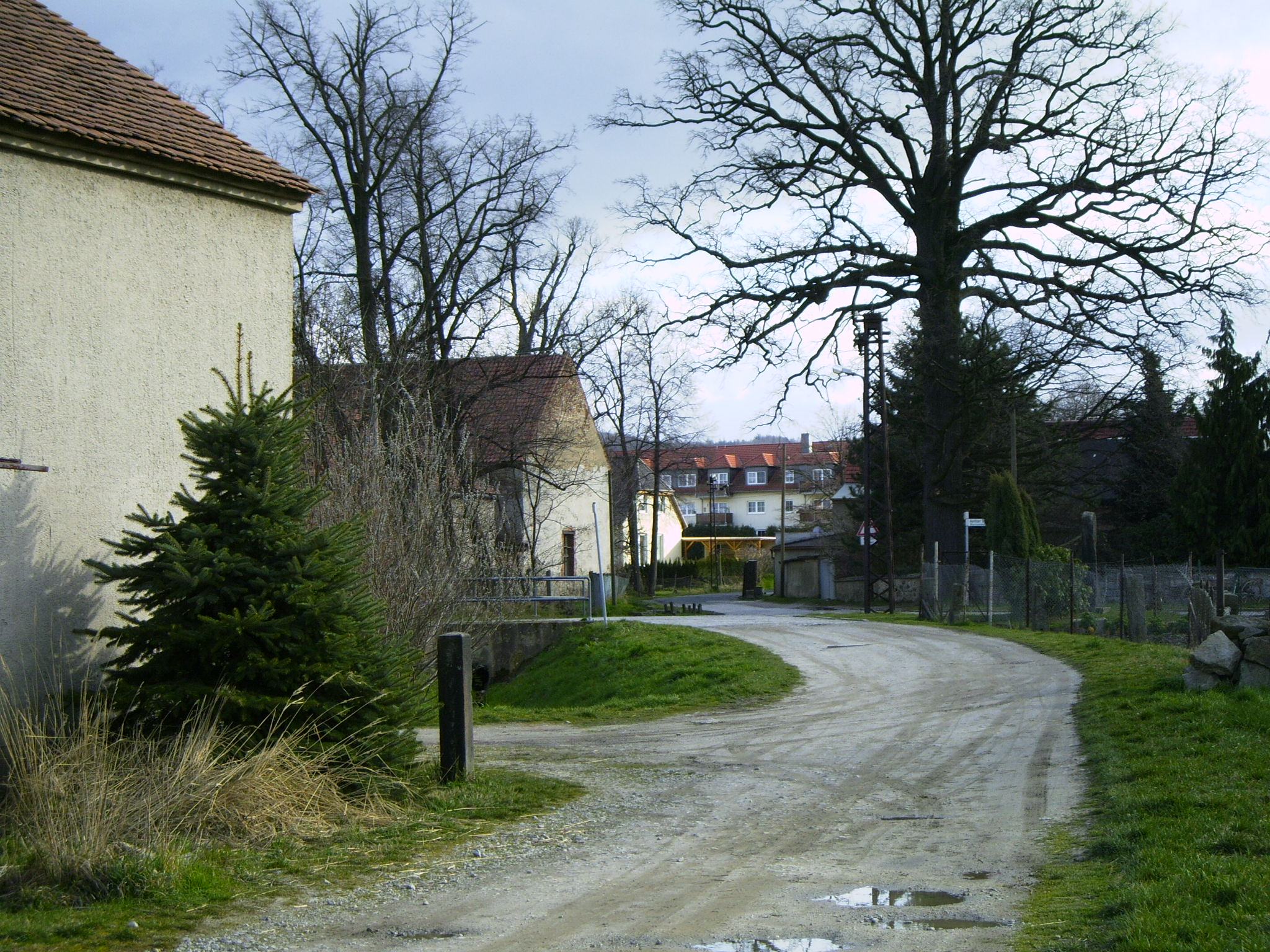
Auritzer Dorfplatz

Auritz, obersorbisch Wuricyⓘ, ist ein Dorf in Ostsachsen und seit 1999 ein Ortsteil von Bautzen. Es zählt zum offiziellen sorbischen Siedlungsgebiet in der Oberlausitz.

## Geographie
Der Ort befindet sich etwa 3 km östlich des Bautzener Stadtzentrums südlich der Bundesstraße 6.

## Geschichte

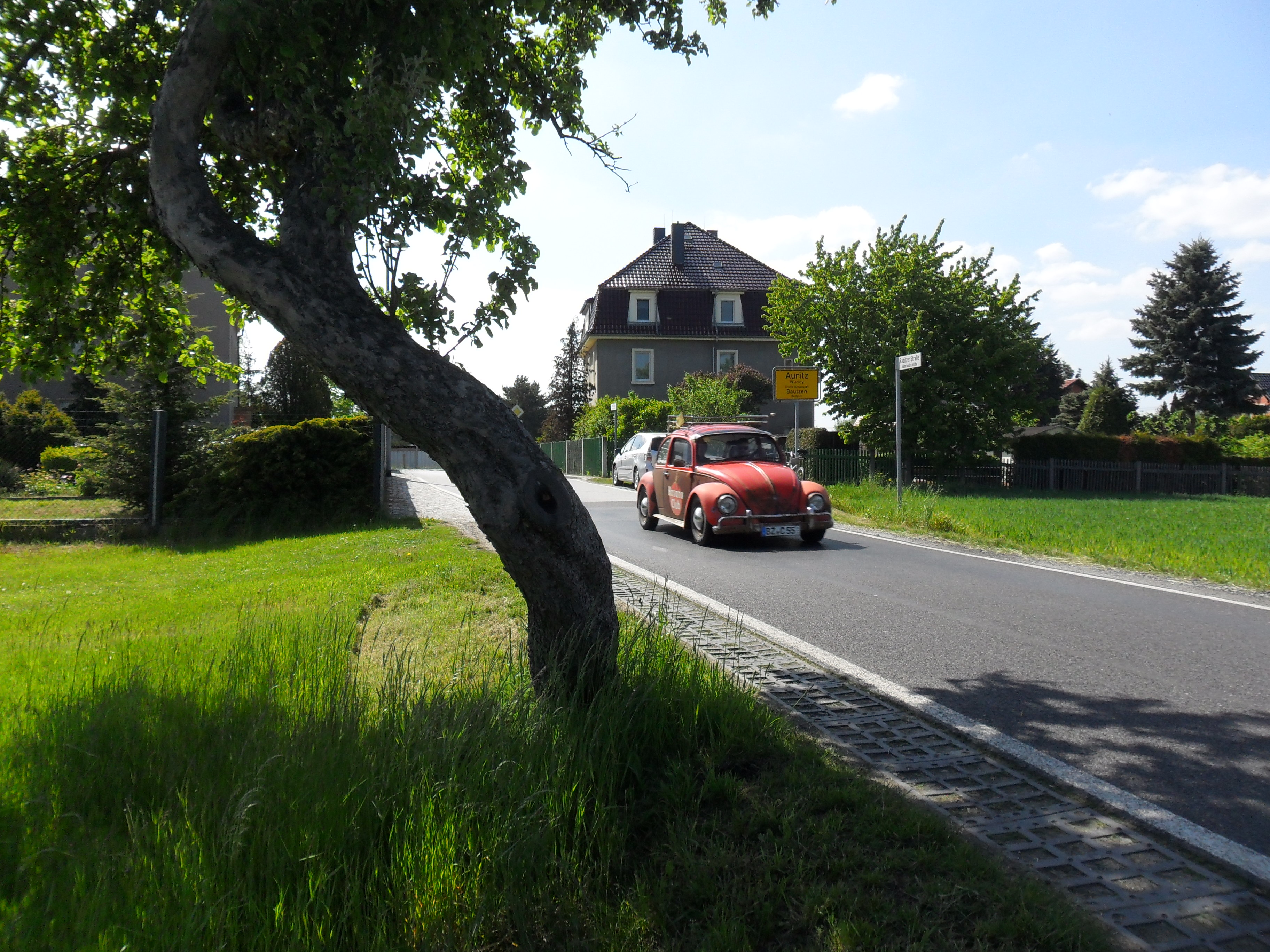
Auritz – mit Ortseingang aus Richtung Rabitz

Auritz liegt wie die gesamte Stadt Bautzen auf uraltem Siedlungsgebiet. Ähnlich wie in Niederkaina (nur nicht so bedeutend) befand sich hier ein jungstein- und bronzezeitliches Gräberfeld. Außerdem wurden im Ortsteilgebiet Überreste aus der Zeit der Völkerwanderung gefunden. Der alte Verkehrsweg über Auritz wird belegt durch eine gefundene Römermünze (aus der Zeit von Konstantin dem Großen 323–337) und Golddukaten von Ludwig dem Bayern (circa 1340).
Erstmals erwähnt wurde der Ort zu Beginn des 15. Jahrhunderts als Weritz bzw. Awricz. Bis 1950 war Auritz eine eigenständige Gemeinde, wurde in die Gemeinde Jenkwitz eingemeindet und kam 1994 mit dieser zur Gemeinde Kubschütz. Am 1. Januar 1999 wurde Auritz aus Kubschütz in die Stadt Bautzen umgegliedert.
Auf der südlichen Ortsflur steht die sogenannte „Russensäule“, eine schlanke Granitstele, auf welcher in deutscher und sorbischer Sprache Gott gepriesen wird. Jahrzehntelang war die Säule verschollen, bis sie schließlich gefunden, restauriert und 2010 wieder an ihrem ursprünglichen Platz aufgestellt wurde.
Nach der Wende wurde in der Umgebung des Auritzer Gutshofes südlich des eigentlichen Ortszentrums eine Vielzahl von Einfamilienhäusern errichtet. Der Ortsteil hat deshalb seine Bevölkerung seit 1990 mehr als verdoppelt.

### Bevölkerung
Für seine Statistik über die sorbische Bevölkerung in der Oberlausitz ermittelte Arnošt Muka in den achtziger Jahren des 19. Jahrhunderts eine Bevölkerungszahl von 77 Einwohnern; davon waren 69 Sorben (90 %) und 8 Deutsche. Der Sprachwechsel zum Deutschen erfolgte überwiegend in der ersten Hälfte des 20. Jahrhunderts. So zählte Ernst Tschernik 1956 in der Gemeinde Jenkwitz, zu der Auritz mittlerweile gehörte, einen sorbischsprachigen Bevölkerungsanteil von nur noch 23,7 %.

## Persönlichkeiten
- Filip Rězak (1859–1921), sorbischer Autor, Übersetzer und Geistlicher, geboren in Auritz
- Horst Bachmann (1927–2007), Maler